# 武拉·帕图利祖
武拉·帕图利祖（希臘語：Βούλα Πατουλίδου，1965年3月29日—），希腊女子田径运动员，主攻跨栏。她曾代表希腊参加1988年、1992年、1996年和2000年夏季奥林匹克运动会田径比赛，其中1992年奥运会获得一枚金牌。